# Jリーグ 実況ウイニングイレブン'97

## 概要
Jリーグ 実況ウイニングイレブン'97は、コナミより1996年11月22日に発売されたPlayStation用サッカーゲームである。本作は実況にジョン・カビラ、解説に松木安太郎が起用された。